# 40e gala des prix Félix
 Le 40e Gala des Prix Félix, organisé par l'Association québécoise de l'industrie du disque, du spectacle et de la vidéo, s'est déroulé le 28 octobre 2018 et a récompensé les artistes québécois de la chanson. Il était animé par Louis-José Houde.

## Album de l'année (Adulte contemporain)
- Finalistes: La Route (2Frères, En vérité (Isabelle Boulay), Nos histoires (Maxime Landry), La science du cœur (Pierre Lapointe), Marée haute (Émile Proulx-Cloutier)
- Gagnant: La science du cœur (Pierre Lapointe)

## Album de l'année (Pop)
- Finalistes: Ludovick Bourgeois (Ludovick Bourgeois), Dysphonie (Roxane Bruneau), Nos idéaux (Dumas), La vie qu'il nous reste (Marc Dupré), Darlène (Hubert Lenoir)
- Gagnant: Darlène (Hubert Lenoir)

## Album de l'année (Rock)
- Finalistes: Les cris et les fleurs (Rémi Chassé), Adieu Veracruz (Cherry Chérie), Endorphine (Daran), Super Lynx Deluxe (Galaxie), Bonsoir shérif (Keith Kourré)
- Gagnant: Super Lynx Deluxe (Galaxie)

## Album ou DVD de l'année (humour)
- Finalistes: Premier one woman show (Valérie Blais), Philippe Bond 2 (Philippe Bond), Toutes les libertés vol. 2. Chansons interdites (Jamil), Plus sexy que jamais (Philippe Laprise), Best Ove (François Pérusse)
- Gagnant: Best Ove (François Pérusse)

## Album de l'année (Folk)
- Finalistes: Bleu soleil (Charles Antoine Gosselin), Pas loin d'ici (Pierre-Hervé Goulet), Tirer des leçons (Sam Harvey), Andréanne A. Malette (Andréanne A. Malette), Désherbage (Tire le coyote)
- Gagnant: Désherbage (Tire le coyote)

## Album de l'année (Country)
- Finalistes: 50 ans d'amour (Julie Daraîche), Cultiver l'amour (Amélie Hall), Couleurs (Louis LeBlanc), Compte à rebours (Les Bouches Bées), Depuis longtemps (Yoan)
- Gagnant: Depuis longtemps (Yoan)

## Album de l'année (Meilleur vendeur)
- Finalistes: La Route (2Frères), Noël ensemble (les Prêtres avec invités), La vie qu'il nous reste (Marc Dupré), Délivrance (Éric Lapointe), Agnus Dei (Mario Pelchat et les Prêtres)
- Gagnant: Agnus Dei (Mario Pelchat et les Prêtres)

## Auteur ou compositeur de l'année
- Finalistes: Fanny Bloom, Philippe Brach, Pierre Lapointe, Loud, Tire le coyote
- Gagnant: Philippe Brach

## Chanson de l'année
- Finalistes: Comme avant (2Frères), J'en ai plein mon cass (Émile Bilodeau), Faufile (Charlotte Cardin), Une raison d'exister (Marc Dupré), Filles de personne II (Hubert Lenoir), Pour que tu m'aimes encore (Les sœurs Boulay), Toutes les femmes savent danser (Loud), Fou (Andréanne A. Malette), La saison des pluies (Patrice Michaud), À hauteur d'homme (Vincent Vallières)
- Gagnant: Filles de personne II (Hubert Lenoir)

## Groupe de l'année
- Finalistes: 2Frères, Alfa Rococo, Galaxie, Kaïn, Les sœurs Boulay
- Gagnant: 2Frères

## Interprète féminine de l'année
- Finalistes: Isabelle Boulay, Debbie Lynch-White, Andréanne A. Malette, Klô Pelgag, Guylaine Tanguay
- Gagnant: Klô Pelgag

## Interprète masculin de l'année
- Finalistes: Ludovick Bourgeois, Philippe Brach, Marc Dupré, Hubert Lenoir, Patrice Michaud
- Gagnant: Patrice Michaud

## Révélation de l'année
- Finalistes: Ludovick Bourgeois, Roxane Bruneau, Lydia Képinski, Hubert Lenoir, Loud
- Gagnant: Hubert Lenoir

## Artiste de la francophonie s'étant le plus illustré au Québec
Aucune nomination cette année.

## Artiste québécois s'étant le plus illustré hors Québec
- Finalistes: Aliocha, Arcade Fire, Isabelle Boulay, Cœur de pirate, Loud, Klô Pelgag, The Barr Brothers
- Gagnant: Loud

## Spectacle de l'année (Auteur-compositeur-interprète)
- Finalistes: Le silence des troupeaux (Philippe Brach), Marc Dupré au Centre Bell/Là dans ma tête 2 (Marc Dupré), La science du cœur (Pierre Lapointe), Un village en trois dés (Fred Pellerin), Désherbage (Tire le coyote)
- Gagnant: Le silence des troupeaux (Philippe Brach)

## Spectacle de l'année (Interprète)
- Finalistes: Pour une dernière fois (Angèle Dubeau/La Pieta), Demain matin, Montréal m'attend (Artistes variés), En vérité (Isabelle Boulay), Ludovick Bourgeois (Ludovick Bourgeois), Noël ensemble - Le spectacle (Artistes variés)
- Gagnant: Demain matin, Montréal m'attend (Artistes variés)

## Spectacle de l'année (Humour)
- Finalistes: Le plus fort au monde (François Bellefeuille), Mehdi et Julien (Mehdi Bousaidan et Julien Lacroix), Vivant (Jérémy Demay), Préfère novembre (Louis-José Houde), Velours (Katherine Levac)
- Gagnant: Le plus fort au monde (François Bellefeuille)

## Vidéoclip de l'année
- Finalistes: Le garçon triste (Isabelle Boulay), Tu voulais des enfants (Philippe Brach), Copy/Paste (Eman X Vlooper), Premier juin (Lydia Képinski), Sais-tu vraiment qui tu es? (Pierre Lapointe), La saison des pluies (Patrice Michaud)
- Gagnant: La saison des pluies (Patrice Michaud)

## Félix honorifique
- Harmonium

## Référence
- Hubert Lenoir, grand gagnant du 40e Gala de l'ADISQ sur Radio-Canada